# ستيتن (النمسا)
ستيتن (بالألمانية: Stetten) هي بلدة في منطقة كورنوبورغ في ولاية النمسا السفلى.